# Cantó de Maîche
El cantó de Maîche és un cantó francès del departament del Doubs, situat al districte de Montbéliard. Té 27 municipis i el cap és Maîche.

## Municipis
- Battenans-Varin
- Belfays
- Belleherbe
- Les Bréseux
- Cernay-l'Église
- Charmauvillers
- Charmoille
- Charquemont
- Cour-Saint-Maurice
- Damprichard
- Les Écorces
- Ferrières-le-Lac
- Fessevillers
- Fournet-Blancheroche
- Frambouhans
- Goumois
- La Grange
- Maîche
- Mancenans-Lizerne
- Mont-de-Vougney
- Orgeans-Blanchefontaine
- Provenchère
- Thiébouhans
- Trévillers
- Urtière
- Vaucluse
- Vauclusotte

## Història
| Data d'elecció                           | Identitat         | Partit                                 | Qualitat |
| ---------------------------------------- | ----------------- | -------------------------------------- | -------- |
| 1945-1994                                | Paul Bobillier    | MRP, després CD, després divers droite |          |
| 1994-2001                                | Joseph Parrenin   | PS                                     |          |
| 2001-                                    | Christine Bouquin | RPR, després Divers droite             |          |
| les dades anteriors no són pas conegudes |                   |                                        |          |
|                                          |                   |                                        |          |